# Alejandro Guerra
Alejandro Abraham Guerra Morales (Caracas, 9 de julho de 1985), conhecido apenas como Guerra, é um ex-futebolista venezuelano que atuava como meio-campista.

## Carreira

### Caracas
Nascido em Caracas, Guerra começou sua carreira no Caracas Fútbol Club em 2003, onde jogou por 4 partidas durante o Campeonato Nacional. Ele marcou seu primeiro gol no dia 21 de setembro de 2003, em um jogo contra o Monagas, que terminou em 6 a 0 para sua equipe.
Em 2004, Guerra foi emprestado por um ano para o clube argentino Juventud Antoniana, da Segunda Divisão. Ele não fez nenhum jogo pelo clube. No ano seguinte, Guerra começou a jogar como titular habitual do Caracas. Ele marcou seu primeiro gol na Copa Libertadores no dia 22 de fevereiro de 2007, contra a LDU de Quito.
No dia 1 de julho de 2010 Guerra deixou a equipe, alegando "divergências econômicas com a direção do clube".

### Deportivo Anzoátegui
Em 20 de julho de 2010, Guerra assinou contrato de um ano com o Deportivo Anzoátegui. Estreou no dia 8 de agosto de 2010, em um jogo contra o Deportivo Petare, onde fez um gol.
Guerra marcou seu primeiro hat-trick em 3 de abril de 2011, em uma vitória por 4 a 2 contra o Estudiantes de Mérida. No mesmo mês, o jogador marcou seu segundo hat-trick, em um 10 a 0 histórico contra o Atlético Venezuela. Ele marcou 16 gols na temporada, marcando também em um jogo da Copa Sul-Americana de 2011.

### Mineros de Guayana
Em julho de 2011, Guerra transferiu-se para o Mineros de Guayana. Ele foi considerado titular enquanto esteve na equipe, terminando a  temporada 2013-14 em segundo lugar. Foi um jogador chave durante a Copa Sul-Americana de 2012, marcando três gols em apenas quatro jogos, ajudando seu time a ser a primeira equipe venezuelana a ganhar um jogo fora de casa nesta competição.

### Atlético Nacional
No dia 30 de junho de 2014, Guerra foi emprestado por um ano para a equipe colombiana do Atlético Nacional, transferindo-se definitivamente em julho de 2015. O Mineros manteve 30% de seus direitos econômicos.
Guerra foi um jogador importante durante a campanha vencedora da Copa Libertadores de 2016, jogando em 13 jogos e marcando três gols; dois deles, em uma vitória em casa contra o Huracán em 3 de maio de 2016, garantindo a classificação de sua equipe para as quartas-de-final. Guerra se transformou no primeiro venezuelano a ganhar a competição. Ao fim da competição, Guerra ganhou o prêmio de melhor jogador da Libertadores de 2016, dado pela CONMEBOL.

### Palmeiras
Já no dia 27 de dezembro, o Palmeiras anunciou a contratação de Alejandro Guerra, vindo do Atlético Nacional, da Colômbia, equipe campeã da Copa Libertadores de 2016. Ao fim do torneio, foi eleito o melhor jogador da competição sul-americana. A negociação foi concretizada com ajuda do patrocinador alviverde, a Crefisa, que desembolsou US$ 3,7 milhões (cerca de R$ 11,7 milhões) para adquirir o passe de Guerra. Em entrevista ao SporTV, o diretor do Palmeiras Alexandre Mattos afirmou:
| “ | O nosso patrocinador agora nos presenteou. A gente fez um pedido. Queríamos o Guerra e eles toparam fazer esse aporte. | ” |

Fez sua estreia pelo Palmeiras na segunda rodada do Campeonato Paulista, na derrota para o Ituano por 1 a 0. Fez seu primeiro gol pelo Verdão contra o São Paulo, no Allianz Parque.

#### Empréstimo ao Bahia
Sem atuar um minuto sequer em 2019 pelo Palmeiras, em julho foi emprestado ao Bahia até o fim do ano. Dez dias depois de ser anunciado, teve uma lesão no ligamento colateral medial do joelho, que ocorreu quando o meio-campista tentou desarmar um jogador do Santos, em uma partida do Campeonato Brasileiro.
Marcou seu primeiro gol pelo Bahia no empate contra o Goiás, por 1 a 1, pela 15ª rodada do Brasileirão.

#### Retorno ao Palmeiras
Retornou ao Palmeiras no início de 2020, mas o técnico Vanderlei Luxemburgo anunciou que Guerra não estaria nos planos para a temporada. O venezuelano então treinou em horários alternados na Academia de Futebol até o fim de seu contrato, que se encerrou em dezembro de 2020.

### Delfines del Este
Em março de 2021, Guerra assinou com o Delfines del Este, da República Dominicana. Permaneceu no clube até julho.

### Aposentadoria
Em setembro de 2021, anunciou sua aposentadoria do futebol, aos 36 anos.

## Seleção Nacional
Representou a Seleção Venezuelana na Copa América de 2007, na de 2015 e na Copa América Centenário de 2016. Também foi convocado para a disputa das Eliminatórias da Copa do Mundo de 2018, nas partidas contra o Brasil e o Paraguai em 2015, e em 2016 contra Chile, Peru, Uruguai, Bolívia, Equador e Brasil novamente. Em 2017, foi convocado para as partidas contra Peru e Chile, novamente pelas Eliminatórias.
No dia 7 de agosto de 2017, anunciou a sua aposentadoria da Seleção.

## Títulos
Palmeiras
- Campeonato Brasileiro: 2018

Atlético Nacional
- Copa Libertadores da América: 2016
- Copa Colômbia: 2016
- Superliga Colombiana: 2016
- Campeonato Colombiano: 2015

Caracas
- Campeonato Venezuelano: 2003–04, 2005–06, 2006–07, 2008–09 e 2009–10
- Copa Venezuela: 2009

## Prêmios individuais
- Melhor jogador da Copa Libertadores da América de 2016[27]
- Equipe ideal da América de 2016